# Tristano in prosa
Il Tristano in prosa (più propriamente intitolato L'Estoire de Monseigneur Tristan, Storia di monsignor Tristano, in francese antico) è un adattamento della storia di Tristano e Isotta, inserita in un lungo romanzo in prosa ambientato contestualmente alla leggenda arturiana: esso fonde le preesistenti versioni della vita di Tristano con le vicende di Lancillotto e con quelle della ricerca del Graal.
Il prologo dell'opera ne attribuisce la prima parte (che non comprende la materia del Graal) a un certo Luce de Gat, altrimenti sconosciuto, che iniziò probabilmente la stesura tra il 1230 e il 1235. Il testo venne ripreso e ampliato qualche tempo dopo il 1240: nell'epilogo, un secondo autore si nomina "Elia di Boron", presentandosi come il nipote del primo scrittore che trattò congiuntamente la materia arturiana e quella del Graal, Roberto di Boron. Ma né le biografie dei due presunti autori, né la loro dichiarazione di aver tradotto l'opera da un originale latino sono prese sul serio dagli studiosi.

## L'opera
La prima parte dell'opera è abbastanza fedele alle versioni tradizionali del mito di Tristano e Isotta, elaborate da poeti quali Béroul o Tommaso d'Inghilterra, anche se numerosi episodi sono rimaneggiati o completamente alterati. Viene per esempio attribuita una storia ai genitori di Tristano, e l'intero romanzo viene definito "maggiormente realistico" riguardo alle leggende correnti. Governal, tutore di Tristano, lo porta in Francia dove egli cresce alla corte del re Pharamond; più tardi il giovane si trasferisce dallo zio Marco, re di Cornovaglia, e lo difende dall'irlandese Moroldo. Ferito nel combattimento, si reca in Irlanda dove è curato da Isotta, maga e nipote del Moroldo, ignara della reale identità del giovane. Torna poi travestito per conquistare Isotta a nome di suo zio, ma accidentalmente i due bevono la pozione preparata per i futuri sposi, innamorandosi perdutamente. È questo l'inizio del dramma che porterà alla fuga di Tristano in Bretagna, alla corte del duca Hoel, di cui sposerà la figlia, Isotta dalle Bianche Mani.
A partire da questo momento, la narrazione della leggenda è continuamente interrotta da avventure secondarie dei vari personaggi e da altri episodi che "arturianizzano" la saga. Tristano lascia la Bretagna e ritorna dal suo primo amore (non rivedrà mai più sua moglie), insieme al cognato Caerdino. L'eroe è frequentemente paragonato al suo amico Lancillotto, sia come cavaliere sia come amante, e diventa un cavaliere della Tavola Rotonda (Sul seggio prima occupato dal Moroldo), partendo anch'egli alla ricerca del Santo Graal.
La Cerca del Graal nel Tristano in prosa è stata oggetto di controversie tra gli studiosi: invece di iniziare una nuova storia, l'autore inserisce (o interpola) l'intera Cerca nella vicenda di Tristano. L'ipotesi dell'interpolazione è suffragata da alcuni manoscritti, che non includono la materia del Graal preservando la primitiva versione della morte degli amanti, mentre nelle versioni più lunghe è Marco a uccidere Tristano mentre suona l'arpa per Isotta, che muore subito a sua volta.

## Gli studi
Prima che fosse allestita una moderna edizione critica del Tristano in prosa, gli studiosi si basavano su un'approfondita sintesi e analisi di tutti i codici da parte di Eilert Löseth nel 1890 (ripubblicata nel 1974). Per quanto riguarda le moderne edizioni, le principali sono due: quella di Renée L. Curtis e quella di Philippe Ménard. L'edizione di Curtis, basata su un solo manoscritto (denominato Carpentras 404), ricopre gli ascendenti di Tristano e la leggenda tradizionale della follia dell'eroe. Ménard si basa invece sul manoscritto Vienna 2542 e segue l'edizione di Curtis, includendo la partecipazione di Tristano alla Cerca del Graal fino alla morte dei due amanti e ai primi segni della decadenza di re Artù. Richard Trachsler starebbe attualmente preparando un'edizione sulla "continuazione" del Tristano in prosa. La versione abbreviata, invece, quella che non contiene la vicenda del Graal, è stata pubblicata da Joël Blanchard.
L'originalità del ciclo consiste nell'uso di poemi lirici per esprimere le speranze, la rabbia o il dolore dei personaggi, o anche la presenza di indovinelli in versi, lettere ugualmente in versi e canzoni d'amore, tanto che il romanzo è stato paragonato a un musical.
L'opera esercitò un notevole influsso sulla materia arturiana fin dal primo XIII secolo, e in generale su tutta la letteratura medievale. Personaggi come Palamedes, Dinadan o Lamorak, nominati qui per la prima volta, riscuotono tanto successo da essere protagonisti di testi posteriori, come il Romanzo di Palamedes su questo guerriero pagano, che riprende alcuni episodi dal Tristano. Questo materiale si ritrova anche nella compilazione di Rustichello da Pisa e in molte altre redazioni in diverse lingue, fino alla Morte d'Arthur di Thomas Malory.